# Johannes van Patmos

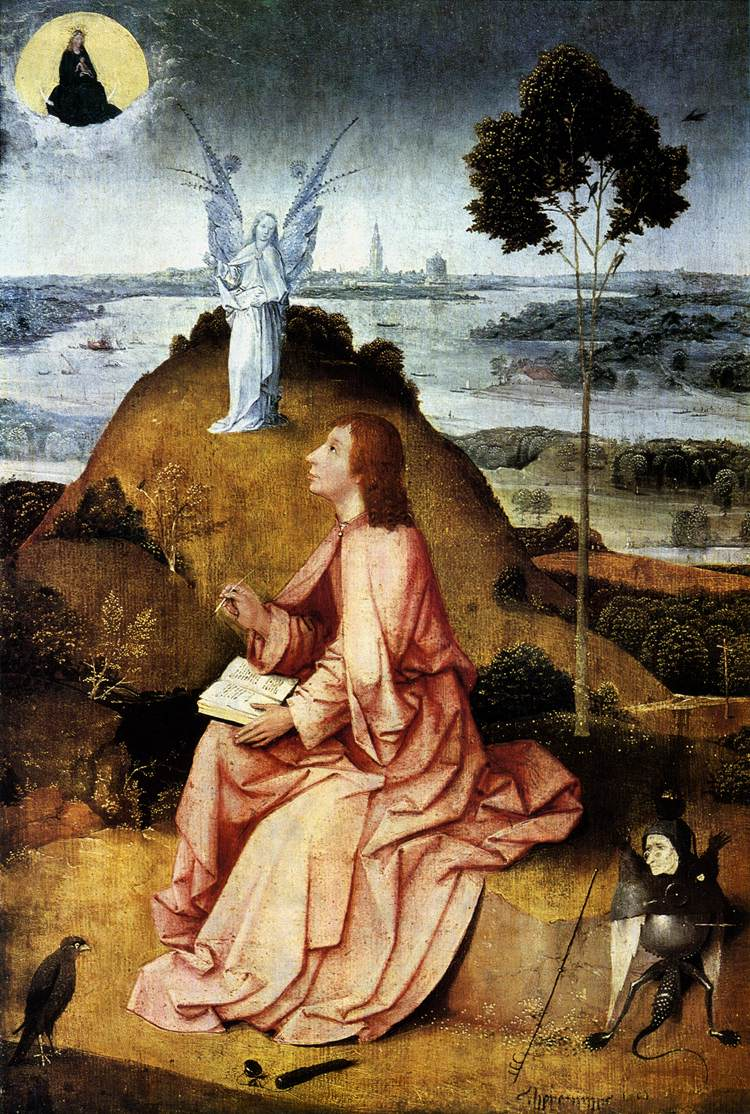
Johannes op Patmos. Fantasieschilderij uit ca. 1489 door Jheronimus Bosch

Met Johannes van Patmos (Oudgrieks: Ἰωάννης, afgeleid van het Hebreeuwse יוחנן, Jochanan, "JHWH heeft genade getoond") wordt soms de auteur van de Openbaring van Johannes aangeduid. Omdat dit werk in de vroegchristelijke traditie werd toegeschreven aan de apostel Johannes, werd gewoonlijk naar de auteur verwezen als "Johannes", zonder verdere toevoeging. Vrijwel vanaf het begin werd het auteurschap van de apostel echter al betwist, bijvoorbeeld door bisschop Dionysius van Alexandrië (ca. 260). In plaats daarvan opperden sommigen dat deze Johannes geïdentificeerd moest worden als Johannes de Presbyter (op grond van de geschriften van onder meer Papias en Eusebius), maar ook daarover is geen consensus ontstaan. Omdat de auteur zichzelf Johannes noemt (Openbaring 1:1, 1:4, 1:9, 22:8) en schreef dat hij zijn openbaring op Patmos kreeg (Openbaring 1:9), werd de aanduiding "Johannes van Patmos" geïntroduceerd om een onderscheid met de apostel te maken als het om de auteur ging.
Het auteurschap van de apostel Johannes wordt door hedendaagse wetenschappers verworpen. De kwestie wie de auteur of auteurs is of zijn van de aan de apostel Johannes toegeschreven werken, heet het Johanneïsch vraagstuk. Dit vraagstuk gaat ook over de datering van deze werken en waar ze ontstonden en werden geschreven. In bredere zin wordt de term ook gebruikt wie welke Johannes is in de evangeliën.